# IAN-R1
IAN-R1 es un reactor nuclear ubicado en la Avenida El Dorado con Carrera 50, Bogotá, Colombia. Es el único reactor de este tipo en el país en funcionamiento.

## Historia
El reactor fue importado desde Estados Unidos en 1965, con intenciones científicas pacíficas. El coste del reactor fue de aproximadamente 2,85 millones de pesos de la época (316 mil dólares).

El reactor estuvo activo hasta 1998, cuando el Instituto de Ciencias Nucleares y Energías Alternativas fue clausurado,

pero debido a los costes de mantenimiento resultado del cierre, se decidió iniciar un proceso de reapertura en 2005, en un intento de reducir los costes de mantenimiento

y de realizar investigaciones de mapas relacionados con minerales.

El proceso terminó a finales de 2014.

Su operador actual es el Servicio Geológico Colombiano (SGC).

### Sistema eléctrico
El reactor está conectado a una fuente de energía que funciona con 30 kilovatios, aunque la capacidad de esta es de hasta 100 kilovatios.

El reactor originalmente estaba compuesto de un núcleo de placas de Uranio 235, que, durante el proceso de cierre, fueron reemplazadas por barras de Uranio 235, con un nivel de enriquecimiento inferior al 20 por ciento.

Según el director de Asuntos Nucleares del SGC, Fernando Mosos.
El nivel de enriquecimiento del uranio en el reactor es del 20%.